# Vlădeni (Ialomița)
Vlădeni é uma comuna romena localizada no distrito de Ialomiţa, na região de Muntênia. A comuna possui uma área de 116.89 km² e sua população era de 2080 habitantes segundo o censo de 2007.